# Mas Blanc
Mas Blanc – miejscowość w Hiszpanii, w Katalonii, w prowincji Girona, w comarce Gironès, w gminie Celrà.
Według danych INE z 2004 roku miejscowość zamieszkiwało 16 osób.